# Другой мир (серия фильмов)
«Другой мир» (англ. Underworld) — серия фильмов боевиков/тёмных фэнтези о вампирах и оборотнях, снятых режиссёрами Леном Уайзманом, Патриком Татопулосом, Мансом Марлиндом, Джуно Джон Ли, Бьёрном Стейном и Анной Ферстер. Премьера первого фильма «Другой мир» состоялась в 2003 году. Премьера второго фильма «Другой мир: Эволюция», являющегося сиквелом, состоялась в 2006 году. Премьера третьего фильма «Другой мир: Восстание ликанов», являющегося приквелом, состоялась в 2009 году. Премьера четвёртого фильма «Другой мир: Пробуждение», являющегося сиквелом второго фильма, состоялась в 2012 году. Пятый фильм «Другой мир: Войны крови», сиквел четвёртого фильма, вышел в 2016 году.

## Фильмы

### Другой мир (2003)
Фильм рассказывает о Дельце смерти Селин (Кейт Бекинсейл), уничтожающей ликанов, которые якобы убили её семью. На одной охоте она замечает, как ликаны следят за человеком Майклом Корвином (Скотт Спидмэн). Селин устраивает слежку за Майклом, чтобы выяснить, зачем он нужен ликанам. В ходе своего расследования Селин узнаёт не только о мятежном заговоре вампира Крэйвена (Шэйн Бролли) и оборотня Люциана (Майкл Шин) с целью уничтожить старших вампиров, но и шокирующую правду о старейшине клана вампиров Викторе (Билл Найи) — своём наставнике

### Другой мир: Эволюция (2006)
Делец смерти Селин (Кейт Бекинсэйл) укрывается с Майклом Корвином (Скотт Спидмэн) который является потомком Первого Бессмертного (Дерек Джейкоби) в тайном убежище вампиров и собирается вернуться в поместье воеводы Виктора (Билл Найи), чтобы пробудить Маркуса Корвинуса (Тони Карран) — последнего оставшегося к тому времени старшего вампира. Но Маркус, пробудившийся от крови убитого Виктором ликана-учёного Синджа, находит Селин сам и, желая получить необходимую ему информацию через воспоминания, нападает на неё и Майкла, но им удаётся сбежать от него. Находясь в бегах, Селин и Майкл при помощи историка — вампира Андреаса Таниса узнают, что Маркус является первым вампиром и он намерен освободить своего брата-близнеца Вильгельма (Брайан Стил) — первого и самого дикого оборотня.

### Другой мир: Восстание ликанов (2009)
История, прослеживающая происхождение вековой кровной мести между вампирами, известными как Дельцы смерти, и их рабами-оборотнями. Молодой ликан по имени Люциан (Майкл Шин) — сильный лидер, который сплачивает оборотней, чтобы выступить против Виктора (Билл Найи), жестокого старейшины вампиров, который поработил их. К Люциану присоединяется дочь Виктора, Соня (Рона Митра), и помогает ему в борьбе против смертоносной армии Дельцов Смерти и борьбе за свободу ликанов. Фильм заканчивается вводной сценой первого Другого мира, с диалогом из сцены в тайном убежище Люциана, где регент-предатель клана вампиров Крэйвен (Шэйн Бролли) говорит Дельцу смерти Селин (Кейт Бекинсэйл), что именно Виктор убил её семью, а не ликаны. А её оставил в живых, так как она напомнила ему дочь Соню, которую он сам и убил. Последнее слово фильма принадлежит Селин, обращённое к Крэйвену: «Ложь!».

### Другой мир: Пробуждение (2012)
Проснувшись после 12 лет пребывания в коме, Делец смерти Селин (Кейт Бекинсэйл) обнаруживает, что у неё есть одиннадцатилетняя дочь — гибрид совершенно нового типа (50 % от вампира, по 25 % от ликана и истинного бессмертного). Селин необходимо во что бы то ни стало помешать биотехнической корпорации создать суперликанов.

### Другой мир: Войны крови (2016)
Ставшая опытным Дельцом смерти Селин (Кейт Бекинсэйл), будучи изгоем и преследуемая обеими враждующими сторонами, защищает Восточный Ковен и Дэвида (Тео Джеймс), оказавшегося сыном Амелии (Зита Гёрёг). Пройдя через смерть от рук нового предводителя ликанов полугибрида Мариуса (Тобайас Мензис), Селин благодаря вампирам Северного Ковена становится Старшим вампиром.

## Телесериал
В 2017 году стало известно что режиссёр и сценарист Лен Уайзман, объявил о перезапуске серии фильмов «Другой мир» в виде телевизионного формата, где он выступит в качестве продюсера. В сентябре 2023 года в честь двадцатилетия фильма Уайзман заявил что сериал всё ещё находится в разработке.

## Персонажи

### Вампиры
Вампиры — вымышленная раса из серии фильмов «Другой мир», а также сопутствующих книг. Вирус вампиров является мутацией изначального вируса человека Александра Корвинуса.

#### Происхождение
По сюжету более 800 лет назад один из сыновей-близнецов первого бессмертного Александра Корвинуса по имени Маркус был укушен летучей мышью. Каким-то образом этот укус вызвал мутацию вируса, превратив Маркуса в первого вампира. Приблизительно в это же время его брата Вильгельма укусил волк, и вирус в его теле превратил его в первого оборотня. Оборотни первого поколения, в отличие от ликанов современности, не могли превращаться в людей. В отличие от Маркуса, физиологические изменения которого были не такие уж значительные, Вильгельм одичал и полностью превратился в огромного волка. Сбежав от отца и брата, Вильгельм начал уничтожать целые деревни в средневековой Венгрии. Хуже того, тела убитых мутировали в диких оборотней, потомков самого Вильгельма.
Понимая, что своими силами ему не справиться, Маркус решил последовать примеру брата и создать своих собственных потомков. Как раз в то время прославленный венгерский воевода Виктор находился при смерти. Маркус пришёл к нему и предложил сделку: Виктор получит вечную жизнь, а взамен предоставит Маркусу свою армию и военный опыт в уничтожении ликанов и поимке Вильгельма. Маркус также сделал соратницу Виктора леди-воительницу Амелию вампиром взамен на её политическое влияние.

#### Организация
После поимки и заточения Вильгельма Маркус, Виктор и Амелия собрали всех вампиров и основали клан, в котором существует строгая иерархия. Именно эти трое и стоят на самом верху, назвав себя Старшими вампирами. Дабы избежать борьбы за власть в ковене из-за правления трёх лидеров, Старшие создали Цепочку правления. Эта Цепочка являет собой строгую последовательность правления троих Старших. Каждый Старший правит сто лет, после чего передает бразды правления следующему. Пока правит один Старший, двое других находятся в вампирском аналоге анабиоза. Каждые сто лет происходит церемония Пробуждения. Старший, уходящий на покой, пробуждает следующего, дав выпить своей крови. Используя годами отточенную способность упорядочивать свои воспоминания, Старший передаёт посредством крови следующему подробный «отчёт» о событиях минувшего столетия. По определению, каждый правящий Старший имеет чуть ли не абсолютную власть над ковеном, но Виктор и Амелия сговорились и устроили так, что Маркус имеет очень ограниченную власть. Последовательность Цепочки: Виктор → Амелия → Маркус.
Хотя продвижение по иерархии ковена возможно, Старшими дозволено быть лишь Маркусу, Виктору и Амелии. Для повседневных операций ковена существует Совет из вампиров, наиболее приближённых к Старшим. В какой-то момент единый ковен был разделён на два: один остался в Старом Свете (Европа, Азия и Африка), а другой переселился в Новый Свет (Америка). Несмотря на это, основным ковеном всё же считается европейский, который располагается в древнем поместье Виктора под названием Ёрдёгхаз (венг. Ördögház — Дом Дьявола) вблизи Будапешта. Так как Старшие не могут управлять обоими ковенами сразу, для управления другим ковеном, а заодно и всеми вампирами, назначается регент с полномочиями, близкими к Старшим.

#### Физиологические качества
Во время трансформации мало что изменяется во внешности вампира, в отличие от трансформации ликана. У вампира глаза становятся ярко-голубыми (жёлтыми у Амелии и обращенных ею), а клыки удлиняются и заостряются. Вампиры имеют многие из качеств, описанных в фольклоре: сверхчеловеческая сила, рефлексы, координация, скорость, выносливость, регенеративные способности и обострённые чувства. Во время укуса вампиры могут видеть воспоминания укушенного. Вампиры способны без вреда для себя спрыгивать с высоты десятиэтажного дома, приземляясь на ноги. Скорость и реакция вампиров позволяют им уворачиваться от пуль и убегать от ликанов. Некоторые вампиры могут цепляться за стены и потолки наподобие пауков. Вампиры становятся сильнее с возрастом, поэтому триумвират вампиров, и главным образом Маркус, обладает наибольшей физической силой (первый носитель — Александр Корвинус — не был вампиром). Несмотря на эти способности вампиры, за исключением Старших, физически слабее трансформированных ликанов.
С другой стороны, у всех вампиров есть одна и та же слабость — смертельная аллергия на ультрафиолетовое излучение. Поэтому вампиры являются ночными существами. Все дома вампиров оборудованы автоматическими ставнями, закрывающимися к рассвету. Другой слабостью можно назвать жизненную необходимость пить кровь. Пищеварительная система вампира не способна переваривать человеческую пищу. Ещё в начале эпохи вампиров Виктор, опасаясь возмездия смертных и заметив, что Маркус не любил питаться при всех кровью, запретил вампирам пить человеческую кровь. Раньше вампирам приходилось употреблять кровь животных. Позже они смогли питаться синтезированной кровью. Последние же достижения учёных, работающих на вампиров, создали клонированную кровь — наиболее близкую к человеческой. Интересным свойством вампирского вируса, передаваемого через кровь, является хранение памяти на генетическом уровне. Когда вампир пьёт кровь другого бессмертного, он может вобрать в себя некоторую долю воспоминаний.
Вампирский вирус чаще всего передаётся посредством укуса. Считается, что не любой человек способен стать вампиром. Лишь часть укушенных примет вирус в себя и станет бессмертными. Остальные умрут мучительной смертью в течение нескольких минут. Возможно это уловка Старших, чтобы избежать чрезмерного увеличения численности вампиров, так как ничего не помешало Маркусу превратить Виктора, его армию и Амелию в вампиров. Так же и Вильгельм свободно обращал живых своими укусами.

#### Завет
Организовав изначальный шабаш, трое Старших также составили кодекс законов для вампиров под названием Завет.
Некоторые известные законы:
- вампиры обязаны любой ценой избегать обнаружения людьми;
- вампиры обязаны охотиться на ликанов;
- вампирам запрещено пить человеческую кровь;
- вампирам запрещено убивать невинных;
- запрещены кровосмесительные связи между видами
- вампирам запрещено исследовать прошлое.

#### Вестники смерти
Вестники смерти или Дельцы смерти являются боевой частью клана. Изначально Вестники смерти были воинами Виктора, превращёнными Маркусом в вампиров для поимки Вильгельма. Из-за этого первые Дельцы смерти были верны лишь своему воеводе, а не Маркусу, что сыграло заметную роль в поимке Вильгельма. Позже Дельцами смерти обычно становились новообращённые вампиры, желающие дослужиться до высокого статуса в иерархии шабаша.
Когда началась война между вампирами и ликанами, именно Дельцы смерти сражались со своими двоюродными братьями, используя стальное и серебряное оружие. Они облачались в доспехи, которые, впрочем, мало помогали против разъярённых ликанов, и воевали пешими либо на лошадях.
Со временем одни виды оружия устаревали, и их место занимали новые. Стараясь оставаться впереди гонки вооружений, Дельцы смерти постоянно улучшали свой арсенал— от топоров, мечей и арбалетов до современного огнестрельного оружия и взрывчатки. Из-за смертельной аллергии ликанов на серебро Дельцы смерти старались использовать его во всех видах оружия, покрывая серебром холодное оружие и отливая из него пули. Самым последним достижением боевой техники Дельцов смерти являются пули, начинённые нитратом серебра, которые делают практически невозможным удаление ядовитого серебра из тела раненного ликана. К сожалению, только один прототип этого оружия был изготовлен оружейным мастером Каном, и тот был украден регентом-предателем Крэйвеном, который, используя этот пистолет, убил лидера ликанов Люциана.
Многие Дельцы смерти погибли во время финальной битвы в логове Люциана. Судьба выживших неизвестна, так как Ёрдёгхаз был уничтожен той же ночью.

#### Известные вампиры
- Селин — Делец (Рыцарь / Вестник) смерти / Объект один / Гибрид штамма Корвинуса / Воин Северного клана вампиров / Старейшина ковена вампиров и главный персонаж серии фильмов
- Дэвид — Сын Томаса и Амелии / Гибрид штамма Корвинуса / Старейшина вампиров
- Лина — Воин Северного клана вампиров / Дочь Видара / Гибрид штамма Корвинуса / Старейшина вампиров
- Видар — Лидер Северного клана вампиров
- Томас — Старейшина вампиров / Отец Дэвида и муж Амелии
- Маркус Корвинус — Первый вампир / Старейшина вампиров
- Виктор — Старейшина вампиров
- Амелия — Старейшина вампиров
- Соня — дочь Старейшины вампира Виктора
- Кан — командир Дельцов смерти и оружейный мастер
- Натаниэль — Делец смерти
- Райджел — Делец смерти
- Сорен — телохранитель Виктора и солдат Крэйвена
- Крэйвен — регент Ердёгхаза
- Андреас Танис — историк клана
- Эрика — светская львица
- Семира — Лидер Восточного клана вампиров
- Варга — Помощник Семиры
- Кассиус — Член совета Восточного клана вампиров
- Алексия — Воин Восточного клана вампиров

### Ликаны
Ликаны (англ. Lycans) — вымышленная раса оборотней из серии фильмов «Другой мир», а также сопутствующих книг. Вирус ликанов является мутацией изначального вируса Александра Корвинуса. Название расы происходит от термина «ликантропия».

#### Происхождение
По сюжету, более 800 лет назад один из сыновей первого бессмертного Александра Корвинуса по имени Маркус был укушен летучей мышью. Каким-то образом этот укус вызвал мутацию вируса, превратив Маркуса в первого вампира. Приблизительно тогда же его брата-близнеца Вильгельма укусил волк, и вирус в его теле мутировал его в первого ликана. В отличие от Маркуса, физиологические изменения которого были не такие уж значительные, Вильгельм одичал и полностью превратился в огромного волка. Сбежав от отца и брата, Вильгельм начал уничтожать целые деревни в средневековой Венгрии. Хуже того, тела убитых мутировали в диких ликанов, потомков самого Вильгельма.
Когда вампиры под предводительством Маркуса, Виктора и Амелии схватили Вильгельма, ликаны были порабощены ими. Прошло много веков, прежде чем оборотни восстали под предводительством Люциана. Ярость и ум Люциана не знали равных, и вампиры его быстро возвели в ранг демона.
Кровопролитная война продолжалась несколько веков, прежде чем Старшие вампиры узнали о местонахождении тайной цитадели Люциана. Направив на штурм десятки Дельцов смерти, Виктор не подозревал, что Люциан был готов отразить любое нападение. Все посланные Дельцы смерти были перебиты ордой ликанов, кроме одного — Крэйвена, который спрятался в суматохе. Обнаружив труса, Люциан предложил Крэйвену взаимовыгодную сделку: Крэйвен доложит Виктору о гибели Люциана, а Люциан поможет ему обрести власть над обоими шабашами вампиров. Люциан затем ушёл в подполье, впоследствии заключив союз с ссыльным историком клана вампиров Андреасом Танисом. Никто не подозревал о предательстве Крэйвена до конца XX века.

#### Поколения
Форма ликантропии Вильгельма является самой примитивной и самой мощной. Его внешность (длинная морда и заострённые уши) имеет больше схожестей с волками, чем внешность его потомков. Он также гораздо крупнее других ликанов. Вильгельм является самым диким известным ликаном (по словам Андреаса Таниса, он испытывает неутолимую жажду к разрушению) и неспособен принять человеческий облик. В отличие от более поздних ликанов Вильгельм полностью покрыт шерстью.

##### Первое поколение
Эти ликаны были созданы после укуса (или даже смерти от лап) Вильгельма. Как и Вильгельм, они были полностью дикими без какого-либо намёка на самоконтроль и без способности принять человеческий облик. В отличие от своего создателя, ликаны первого поколения имеют более гуманоидную форму, более короткую морду и незаострённые уши. Они также не имеют сплошного шерстяного покрова.

##### Второе поколение
Ликаны этого поколения являются потомками диких ликанов и являются более современным видом. Они не только научились принимать человеческий облик, но и приобрели способность обращаться в оборотня вне полнолуния. Со временем эти ликаны научились становиться оборотнями по желанию. По виду они напоминают ликанов первого поколения, но имеют более короткие морды и наименее волкоподобное обличье. Также, в отличие от своих предков, эти ликаны почти не имеют шерсти. Первым ликаном второго поколения стал Люциан — он родился прямо в клетке от женской особи оборотня, которая была убита Виктором.

##### Третье поколение
В четвёртом фильме появился ликан нового поколения, отличавшийся громадными размерами звериной формы, а также силой и регенерацией, намного превосходящей способности предыдущих поколений. Этот ликан также имел иммунитет к серебру. Он выращен из ликана в результате многократного введения сыворотки, полученной из ДНК гибрида вампира и ликана.

#### Физиология
Как и их двоюродные братья — вампиры, ликаны являются бессмертными (Вильгельм прожил более 800 лет взаперти, без пищи и воды). Их физические качества многократно превосходят человеческие, включая скорость, силу и регенеративные способности. Как и следует ожидать, ликаны обладают сверхчутьём. В одном случае ликан Рейз в метро Будапешта смог учуять присутствие вампиров вблизи, несмотря на то, что вокруг находились десятки людей. Физически ликаны несколько сильнее вампиров, за исключением Старших, поэтому последние, не имея при себе оружия, стараются избегать волков.

#### Известные ликаны
- Вильгельм Корвинус — родоначальник клана оборотней
- Люциан — глава ликанов
- Рейз — правая рука Люциана
- Синдж — ликан-генетик
- Майкл Корвин — временно становится ликаном, но затем превращается в гибрида
- Джейкоб Лэйн — доктор / ликан-генетик
- Куинт — Сын доктора ликана-генетика Джейкоба Лэйна / Ликан нового поколения полученный из-за крови нового гибрида дочери Селин Евы
- Мариус — Лидер Оборотней / Ликан / Полу-гибрид
- Грегор — Помощник Мариуса

### Гибриды
Гибриды — вымышленная раса из серии фильмов «Другой мир», а также сопутствующих книг. Точнее, это не единая раса, а различные смеси вирусов вампиров и ликанов (оборотней).

#### Происхождение
По сюжету более 800 лет назад венгерский воевода по имени Александр Корвинус волею случая стал первым бессмертным в истории. Много позже у него родилось три сына. Двое из них, близнецы Маркус и Вильгельм, содержали в себе активную форму вируса бессмертия. Они, тоже по случайности, стали родоначальниками вампиров и ликанов соответственно. Третий же сын Корвинуса остался смертным, но его кровь всё же содержала неактивную форму вируса, которая долгие века передавалась по наследству некоторым его потомкам. Эта семейная линия была забыта обеими расами бессмертных, пока о ней не вспомнил ликан по имени Люциан, пожелавший создать гибридов и уничтожить с их помощью своих заклятых врагов — вампиров. По преданию, подобное существо имело бы все положительные качества обоих видов, многократно улучшенные. Для этого Люциану был необходим изначальный вирус бессмертия. Многие смертные потомки Корвинуса были исследованы и убиты, пока Люциан не добрался до последнего — Майкла Корвина. Именно его кровь и содержала необходимый вирус.

#### Типы гибридов
Известно несколько видов гибридов, несколько отличающихся друг от друга.
Первым гибридом должен был стать ребёнок Люциана и Сони, дочери Старшего вампира Виктора. По словам Сони, естественным гибридом может стать лишь ребёнок чистокровных представителей обеих рас, коими они и являлись. Но этому ребёнку было не суждено родиться. Узнав о нарушении Завета (кодекса законов вампиров), Виктор казнил свою собственную дочь на глазах у Люциана. Их ребёнок погиб вместе с матерью. Именно тогда у Люциана и возникла идея создания искусственного гибрида.
Вторым гибридом стал Майкл Корвин. Обнаружив Майкла, Люциан укусил его, заразив его вирусом ликанов. Затем Люциан перед смертью попросил вампиршу Селину укусить Майкла. Обычно укус представителя другой расы смертелен для бессмертного, но вирус Корвинуса в крови Майкла позволил вирусам обеих рас слиться в один. В течение нескольких минут Майкл стал первым гибридом. Несмотря на то, что он только что «родился», сил Майкла хватило, чтобы почти убить самого Виктора. Лишь многовековой опыт Старшего позволил ему одолеть Майкла. Так как Майкл изначально был ликаном, его гибридная «трансформация» отображает это. Внешне Майкл походит на человека намного больше трансформированного ликана, хотя его тёмно-серая кожа, чёрные глаза, острые когти и зубы быстро развеивают сомнения, что он — человек. Во время трансформации Майкл проявляет ликаноподобные повадки. Физической силы Майкла хватило, чтобы с лёгкостью расправляться с ликанами первого поколения и даже убить первого ликана Вильгельма Корвинуса.
Третьим из известных видов гибридов стал Маркус Корвинус. Маркус ненароком отведал крови ликана Синджа, и вирус его отца в нём позволил первому вампиру стать гибридом. Внешне, гибрид-Маркус многим отличался от гибрида-Майкла. Будучи изначально вампиром, Маркус обрёл уши и нос подобные летучим мышам, а также крылья с острыми шипами, позволяющие ему летать. В остальном, Маркус был похож на Майкла: чёрные глаза, серая кожа, ликаноподобные когти и мускулатура. По физическим данным Маркус превосходил Майкла, поэтому ему удалось неоднократно брать верх над ним в бою. Однако, следует упомянуть что, будучи 800-летним бессмертным, Маркус также имеет и огромный боевой опыт.
В четвёртом фильме появился ещё один гибрид — дочь Селин и Майкла (Ева), которая даже в юном возрасте (около 11—12 лет) наравне сражалась со взрослым ликаном и даже убила его. Трансформация происходит, как и у отца. Владеет ментальными способностями (телепатическая связь с родителями).
Также стоит упомянуть о том, что перед смертью Александр Корвинус попросил Селин напиться его крови. На вопрос вампирши «Кем же я стану?», первый бессмертный ответил: «Будущим!». Таким образом, она стала новым видом гибрида — «Вампир-Гибрид Штамма-Крови Корвинус» — гибрид обычного вампира и первого истинного бессмертного, вследствие поглощения чистого штамма-вируса в крови Александра Корвинуса. Селин считается «самым чистокровным вампиром» из-за наличия в ней крови Александра Корвинуса и является одним из самых могущественных вампиров на момент создания фильма Другой мир: Пробуждение и самым могущественным вампиром во времена Другой мир: Войны крови. Также Селин проявила способность воскрешать умерших вампиров, используя свою кровь (вливая её непосредственно в сердце вампира), как она это сделала, когда она воскресила Дэвида в Другой мир: Пробуждение. Это её уникальная способность, о чём свидетельствует изумление других вампиров, когда они увидели воскрешение Дэвида. Кровь первого истинного бессмертного также наделила её иммунитетом к ультрафиолету и усилила физические возможности Селин, позволив победить в рукопашной схватке гибрида-Маркуса.

#### Физические качества
Как упоминалось выше, гибриды имеют гораздо более развитые способности и физическую силу, чем вампиры и ликаны. Также гибриды не имеют аллергии ни к серебру (что опасно для ликанов), ни к ультрафиолету (что губительно для вампиров). Хотя в одном случае Маркус убежал прятаться от солнца, это могло быть всего лишь рефлексом, выработанным за 800 лет пребывания вампиром (либо же он сначала не знал о том, что теперь он как гибрид иммуннен к свету).
Убить гибрида довольно сложно. Во время очередной схватки Маркусу удаётся пронзить сердце Майкла железной трубой, однако это не привело к смерти и через несколько часов тот полностью регенерирует. Это наводит на мысль, что гибрид может пережить любую рану, если только тело не уничтожено полностью. Во время финальной битвы Селин и Маркуса Селин удаётся пронзить голову гибрида его же собственным шипом. Маркус, вопреки ожиданиям, не умирает и, возможно, смог бы регенерировать эти повреждения, если бы Селин не толкнула его на вращающиеся лопасти вертолёта, уничтожившие тело Маркуса. За несколько часов до этого Селин выстрелила Маркусу в голову в упор, но его раны зажили почти мгновенно.
Сама Селин, будучи гибридом, выжила после выстрела в голову и смогла «вытолкнуть» пули из своего тела. В фильме Другой мир: Пробуждение она переворачивает фургон, который имеет импульс, равный 180 тоннам. В фильме Другой мир: Войны крови Селин обретает ещё большую силу и смогла вырвать хребет гибрида-ликана голыми руками, а после своего воскрешения стала обладать магией Северного Ковена.

### Появления
| Персонаж           | Фильм                      | Фильм                | Фильм                         | Фильм                    | Фильм                                 |
| Персонаж           | Другой мир                 | Другой мир: Эволюция | Другой мир: Восстание ликанов | Другой мир: Пробуждение  | Другой мир: Войны крови               |
| ------------------ | -------------------------- | -------------------- | ----------------------------- | ------------------------ | ------------------------------------- |
| Селин              | Кейт Бекинсэйл             | Кейт Бекинсэйл       | Кейт Бекинсэйл                | Кейт Бекинсэйл           | Кейт Бекинсэйл                        |
| Виктор             | Билл Найи                  | Билл Найи            | Билл Найи                     | Билл Найи (хроника)      | упоминается                           |
| Люциан             | Майкл Шин                  | Майкл Шин            | Майкл Шин                     | Майкл Шин (хроника)      |                                       |
| Крэйвен            | Шэйн Бролли                | Шэйн Бролли          | Шэйн Бролли (голос)           | Шэйн Бролли (хроника)    |                                       |
| Майкл Корвин       | Скотт Спидмэн              | Скотт Спидмэн        | Скотт Спидмэн                 | Скотт Спидмэн (хроника)  | хроника Скотт Спидмэн / Трент Гарретт |
| Эрика              | София Майлс                | София Майлс          |                               |                          |                                       |
| Рейз               | Кевин Гревье               |                      | Кевин Гревье                  |                          |                                       |
| Амелия             | Зита Гёрёг                 | Зита Гёрёг           | упоминается                   |                          | хроника Зита Гёрёг                    |
| Сорен              | Скотт Макэлрой             | Скотт Макэлрой       |                               | Скотт Макэлрой (хроника) |                                       |
| Соня               | Рона Митра / Джазмин Дамак |                      | Рона Митра                    |                          |                                       |
| Кан                | Робби Ги                   |                      |                               |                          |                                       |
| Синдж              | Эрвин Ледер                |                      |                               |                          |                                       |
| Андреас Танис      |                            | Стивен Маккинтош     | Стивен Маккинтош              |                          |                                       |
| Маркус Корвинус    | упоминается                | Тони Карран          | упоминается                   | упоминается              | Тони Карран (хроника)                 |
| Александр Корвинус | упоминается                | Дерек Джейкоби       |                               | упоминается              | упоминается                           |
| Вильгельм Корвинус |                            | Брайан Стил          |                               | Брайан Стил (хроника)    |                                       |
| Лида               |                            |                      |                               | Сандрин Холт             |                                       |
| Детектив Себастьян |                            |                      |                               | Майкл Или                |                                       |
| Ева Корвин         |                            |                      |                               | Индиа Айсли              | хроника Индиа Айсли                   |
| Томас              |                            |                      |                               | Чарльз Дэнс              | Чарльз Дэнс                           |
| Дэвид              |                            |                      |                               | Тео Джеймс               | Тео Джеймс                            |
| Мариус             |                            |                      |                               |                          | Тобайас Мензис                        |

## Приём

### Кассовые сборы
| Фильм                         | Год   | Сборы         | Сборы         | Сборы         | Бюджет        | Примечание |
| Фильм                         | Год   | США           | Другие страны | Всего         | Бюджет        | Примечание |
| ----------------------------- | ----- | ------------- | ------------- | ------------- | ------------- | ---------- |
| Другой мир                    | 2003  | 51 970 690 $  | 43 737 767 $  | 95 708 457 $  | 22 000 000 $  | [ 3 ]      |
| Другой мир: Эволюция          | 2006  | 62 318 875 $  | 49 021 926 $  | 111 340 801 $ | 50 000 000 $  | [ 4 ]      |
| Другой мир: Восстание ликанов | 2009  | 45 802 315 $  | 45 551 186 $  | 91 353 501 $  | 35 000 000 $  | [ 5 ]      |
| Другой мир: Пробуждение       | 2012  | 62 321 039 $  | 97 791 632 $  | 160 112 671 $ | 70 000 000 $  | [ 6 ]      |
| Другой мир: Войны крови       | 2016  | 30 353 973 $  | 50 739 340 $  | 81 093 313 $  | 35 000 000 $  | [ 7 ]      |
| Итого                         | Итого | 252 766 892 $ | 286 841 851 $ | 539 608 743 $ | 212 000 000 $ |            |

### Критика
| Фильм                         | Rotten Tomatoes     | Metacritic       |
| ----------------------------- | ------------------- | ---------------- |
| Другой мир                    | 31 % (161 рецензия) | 42 (34 рецензии) |
| Другой мир: Эволюция          | 17 % (103 рецензии) | 36 (21 рецензия) |
| Другой мир: Восстание ликанов | 29 % (76 рецензий)  | 44 (14 рецензий) |
| Другой мир: Пробуждение       | 27 % (75 рецензий)  | 39 (17 рецензий) |
| Другой мир: Войны крови       | 19 % (94 рецензии)  | 23 (17 рецензий) |